# Junkyard (Junkyard)
Junkyard è il primo album dei Junkyard, uscito nel 1989 per l'Etichetta discografica Geffen Records.

## Tracce
1. Blooze (Anthony, Gates, Muzingo, Roach) 3:50
2. Hot Rod (Gates, Roach) 2:43
3. Simple Man (Gates, Roach) 4:22
4. Shot in the Dark (Gates) 3:33
5. Hollywood (Gates, Gottlieb, Roach) 3:01
6. Life Sentence (Gates, Roach) 3:09
7. Long Way Home (Gates, Roach) 4:44
8. Can't Hold Back (Anthony, Gates, Muzingo, Roach) 4:01
9. Texas (Gates, Gottlieb, Roach) 3:36
10. Hands Off (Ferrari, Gates, Roach) 5:25

## Formazione
- David Roach - voce, percussioni
- Chris Gates - chitarra
- Brian Baker - chitarra
- Clay Anthony - basso
- Patrick Michael Muzingo - batteria, percussioni

### Altre partecipazioni
- Duane Roland - chitarra nelle tracce 1, 4
- Earl Slick - chitarra nelle tracce 3, 7
- Al Kooper - piano, organo Hammond nelle tracce 3, 10
- John Purdell - cori
- Tom Kelly - cori nelle tracce 2, 3, 5
- Bob Carlyle - cori nelle tracce 2, 3, 5